# Marthe Richard

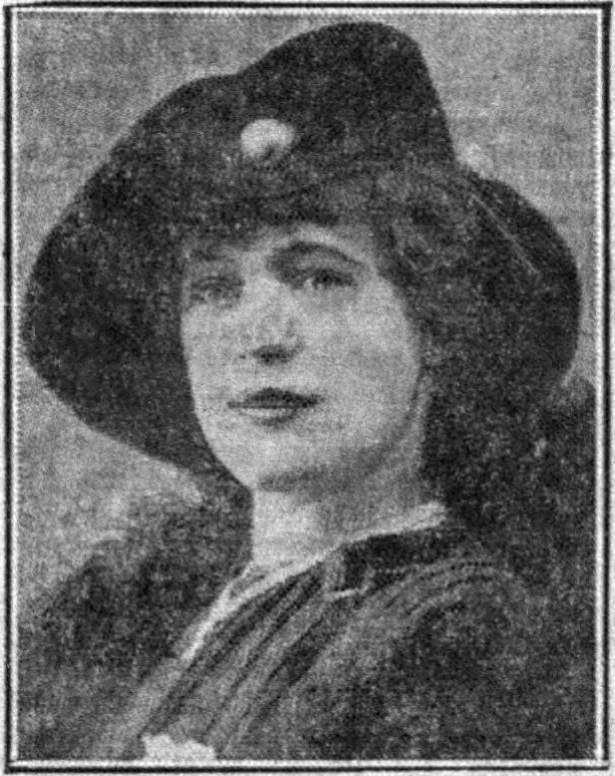
Marthe Richard (1915)

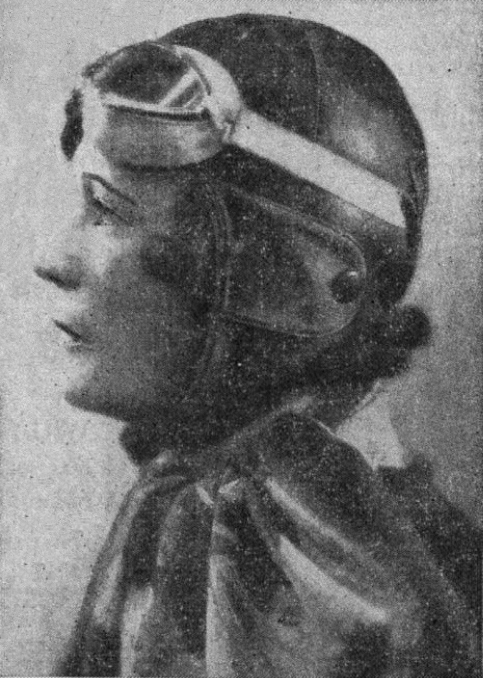
Marthe Richard (1937)

Marthe Richard, eigentlich Marthe Crompton, geb. Betenfeld, verw. Richer, (* 15. April 1889 in Blâmont im Département Meurthe-et-Moselle; † 9. Februar 1982 in Paris) war eine französische Prostituierte, Pilotin, Spionin und kurzzeitige Stadtverordnete von Paris. Bekannt wurde sie als Initiatorin des nach ihr benannten Gesetzes „Loi Marthe Richard“ vom 13. April 1946, durch welches noch im selben Jahr sämtliche Bordelle in Frankreich geschlossen wurden.

## Vor dem Ersten Weltkrieg
Marthe Betenfeld wuchs in einfachen Verhältnissen in Blâmont in Lothringen auf, nur wenige Kilometer vom damals zum Deutschen Reich zählenden Reichsland Elsaß-Lothringen entfernt. Ihre Eltern waren Louis und Marie-Elisabeth Betenfeld. Der Vater arbeitete in einer Brauerei. 1903 begann sie in Nancy eine Lehre als Hosenschneiderin. Über die dort stationierte Garnison und die zugehörigen Bordelle begann sie mit der Prostitution. Nachdem ein Soldat sie unter dem Vorwurf, sie habe ihn mit Syphilis infiziert, angezeigt hatte, wurde sie am 21. August 1905 in das nationale Prostituiertenregister eingetragen.
Anfang 1907 siedelte sie nach Paris um und ging dort weiter ihrer bisherigen Tätigkeit nach. Noch im selben Jahr lernte sie den wohlhabenden, deutlich älteren Fischhändler Henri Richer kennen. Richer bemühte sich um ihre Ausbildung und führte sie in die gehobene Gesellschaft von Paris ein. Er ermöglichte es ihr auch, einen Pilotenschein zu erwerben – den sie als eine der ersten Französinnen am 23. Juni 1913 erhielt –, und finanzierte ihr ein Flugzeug. In der nächsten Zeit sollte die Fliegerei ihre Leidenschaft werden. Sie trat dem Fliegerinnenverein Stella bei und nahm an Flugvorführungen teil. Von der Presse erhielt sie den Spitznamen „l’Alouette“ (die Lerche). Bei einer Bruchlandung bei La Roche-Bernard im August 1913 wurde sie schwer verletzt. Sie lag drei Wochen im Koma, durch den Unfall verlor sie auch die Fähigkeit, Nachwuchs zu bekommen. Trotzdem nahm sie die Fliegerei wieder auf. Im Februar 1914 wurde ihr ein Langstreckenrekord für einen Flug mit einer Caudron G-III von Le Crotoy nach Zürich zuerkannt, obwohl sie in Wirklichkeit heimlich einen Teil der Strecke mit dem Zug zurückgelegt hatte.
Nach Beginn des Ersten Weltkrieges bemühte sie sich darum, aktiv daran teilnehmen zu können. Gemeinsam mit anderen Fliegerinnen der Stella gründete sie 1914 die L’Union patriotique des aviatrices françaises. Trotzdem wurde sie vom seinerzeit zuständigen General Hirschauer nicht zum Kriegsdienst zugelassen mit der Begründung, man sei nicht sicher, ob im Falle einer Gefangennahme die einschlägigen Schutzbestimmungen der Haager Landkriegsordnung auch für Frauen gelten würden.
Richer erwarb für sich und seine Gefährtin ein Landhaus, das „Manoir de Beaumont“ in der Gemeinde Joué-en-Charnie westlich von Le Mans. Dort verbrachten beide in den Jahren 1910 bis 1914 die Sommermonate. Obwohl sie mittlerweile anerkanntes Mitglied der Pariser Gesellschaft war, wurde ihr die beantragte Löschung aus dem nationalen Prostituiertenregister verwehrt mit der Begründung, sie habe bei ihrer Übersiedlung nach Paris im Jahre 1907 falsche Angaben zur Person gemacht. Henri Richer und Marthe Betenfeld heirateten am 13. April 1915. Henri Richer zog kurz danach in den Krieg, wo er am 25. Mai 1916 in Massiges westlich von Verdun seinen Kriegsverletzungen erlag.

## Spionin während des Ersten Weltkrieges
Durch die Fliegerei lernte Marthe Richer Jean Violan, Spitzname „Zozo“, kennen. Violan, mit richtigem Namen Joseph Davrichewy oder auch Davrischischwili, war ein russischer Emigrant georgischer Abstammung. Er stand in jungen Jahren in einer direkten Beziehung zu Josef Stalin und war möglicherweise sogar dessen Halbbruder. Violan flog für die französische Luftwaffe und war auch für den französischen Geheimdienst aktiv. Über Violan bekam Marthe Richer wiederum Kontakt zu Georges Ladoux.
Ladoux war als Nachrichtenoffizier seit August 1914 Leiter der Presse- und Telegrammzensur des Kriegsministeriums gewesen. Im Mai 1915 übernahm er die Leitung der neu gegründeten und von ihm auch aufgebauten Section de Centralisation du Renseignement. Diese war dem 1907 wieder errichteten Deuxième Bureau angeschlossen. Ladoux setzte dabei stark auf die Informationsgewinnung durch weibliche Spione, die sich privat an Geheimnisträger der Gegenseite heranarbeiten sollten. Die für diesen Patriotisme horizontale benötigten Damen rekrutierte Ladoux gerne aus dem Halbweltmilieu.
Ladoux hatte Marthe Richer zunächst im Verdacht, für Deutschland zu spionieren. Er beauftragte Violan, sie zu überwachen. Beide verliebten sich ineinander und begannen ein Verhältnis. Violan gelang es, Ladoux von Richers Unschuld zu überzeugen. Ladoux bot Marthe Richer daraufhin an, in seinem Sinne für Frankreich tätig zu werden. Zunächst lehnte sie dies angewidert ab, sagte aber nach dem Tode ihres Mannes dann doch zu, möglicherweise aus Rachegefühlen gegenüber Deutschland. Nachdem er ihr Grundkenntnisse der Spionagetätigkeit vermittelt hatte, setzte Ladoux sie auf den deutschen Offizier Hans von Krohn, damaliger Marineattaché in Spanien, an.
Über die tatsächlichen Ereignisse in der Folgezeit existieren unterschiedliche Versionen. Eine populäre, auf den Mitte der 1930er Jahre veröffentlichten Erinnerungen Richards und Ladoux' basierende Lesart besagt, sie habe eine Liebesbeziehung zu von Krohn begonnen, möglicherweise auch wiederaufgenommen. Hierdurch sei sie an Informationen gelangt, die sie mittels unsichtbarer Tinte an Ladoux übermittelt habe: über einen Ring deutscher Agenten in Frankreich, Waffenlieferungen an Aufständische in Französisch-Marokko oder U-Boot-Bewegungen. Darüber hinaus habe sie sich der deutschen Seite pro forma ebenfalls als Agentin angeboten, nur um erteilte Aufträge zu sabotieren.
Eine andere Variante besagt, dass die Aktion ganz anders abgelaufen und ein völliger Fehlschlag gewesen sei. Richer und Violan/Davrichewy sollten sich gemeinsam nach Madrid begeben. In der dortigen Deutschen Botschaft sollten sie für die Verbreitung pazifistischen Gedankengutes werben, gleichzeitig aber auch versuchen, den Safe in der Botschaft zu knacken. Der Kontakt mit von Krohn sei wohl auch zustande gekommen. Kurz darauf wurden die beiden aber in einen Autounfall verwickelt. Ein russischer Pilot und eine Französin in einem Auto des deutschen Marineattachés zogen zunächst die Aufmerksamkeit der spanischen und dann auch der französischen Presse auf sich. So ihrer Tarnung beraubt, habe das Paar unverrichteter Dinge nach Paris zurückkehren müssen.
Im Verlaufe des Kontaktes zu von Krohn konnte sie diesem zwar einige geheime Informationen zu deutschen U-Booten entlocken, nicht aber die erhoffte Karte deutscher U-Boot-Stützpunkte in Spanien. In Madrid hatte sie auch Kontakt zu Margaretha Geertruida Zelle, genannt Mata Hari. Beide wohnten im Laufe des Jahres 1916 zeitweise im Palace-Hotel in Madrid. Dem Deuxieme Bureau war Mata Hari bereits Mitte 1915 als potenzielle Spionin der Gegenseite aufgefallen. Einen Auftrag, sie zu überwachen, hatte Richer aber wohl nicht.
Über ihre weitere Tätigkeit im nachrichtendienstlichen Bereich gibt es wenige gesicherte Informationen. Eine kriegsbeeinflussende Rolle hatte Richer nicht. Insgesamt war sie wohl von Juni 1916 bis September 1917 mit verschiedenen Aufträgen betraut.

## Verehrung als Kriegsheldin
Nach Ende des Krieges hielt sich Richer in Paris auf. Sie begann wieder zu fliegen und kam so in Kontakt zu Kreisen britischer Staatsbürger. Hierdurch lernte sie Thomas Crompton, den damaligen Finanzdirektor der Rockefeller-Stiftung in Frankreich, kennen. Beide heirateten 1926. Durch diese Hochzeit wurde sie britische Staatsbürgerin und verlor, da die doppelte Staatsbürgerschaft nach französischem Recht unzulässig war, ihren französischen Pass. Nach Cromptons überraschendem Tod 1928 zog sie nach Bougival, westlich von Paris. Eine Rente der Rockefeller-Stiftung von monatlich 2000 FF ermöglichte ihr ein wohlhabendes Leben.
1932 setzte eine neue Entwicklung ein. Georges Ladoux, ihr ehemaliger Führungsoffizier, begann einige Jahre nach seiner Pensionierung, seine Erfahrungen und Erlebnisse aus seiner nachrichtendienstlichen Tätigkeit während des Ersten Weltkrieges in mehreren Büchern zu veröffentlichen. Diese teilweise autobiografischen, aber auch stark mit fiktionalen Elementen durchsetzten Werke sollten in der Folgezeit dazu führen, dass die Geheimdienste und ihre Akteure verklärend, geradezu heroisierend dargestellt wurden. Die Öffentlichkeit nahm diese Darstellungen dankbar an, obwohl sie bei weitem nicht der Realität entsprachen. Ladoux firmierte als Autor unter „Commandant Ladoux“, auf dem Titelblatt wurde seine Rolle als ehemaliger Chef des Geheimdienstes explizit angeführt, die Bücher waren als Reihe unter dem Titel Memoires de Guerre Secrete angelegt.
Hatte er sich zunächst mit den Vorgängen um Mata Hari beschäftigt, so folgte noch im selben Jahr ein zweiter Band, in dem Marthe Richer die zentrale Rolle spielte. Auch wenn er sie in dem Buch als „Marthe Richard“ titulierte, so war doch durch etliche deutliche Hinweise klar, wer gemeint war. Marthe Crompton, wie sie jetzt offiziell und bis zu ihrem Tode hieß, überlegte zunächst, gegen die Veröffentlichung vorzugehen, entschloss sich aber dann stattdessen, einen Teil der Tantiemen für sich einzufordern und selbst ein Buch über sich und ihre Aktivitäten während dieser Zeit zu schreiben. Zunächst erschien es unter ihrem früheren Namen Marthe Richer, sie übernahm aber schon bald den Nachnamen Richard, unter dem sie fortan auch bekannt bleiben sollte. Weitere Bücher von Ladoux zu anderen Begebenheiten aus dem Spionageumfeld sollten folgen, nach dessen Tod 1933, nach anderen Angaben 1936, dann im Auftrag seiner Witwe veröffentlicht. Richards Bekanntheitsgrad wiederum stieg durch die Entgegennahme des Verdienstordens Légion d’honneur am 17. Januar 1933. Dass sie diesen nur stellvertretend für ihren verstorbenen Ehemann Thomas Crompton, dem der Orden posthum verliehen worden war, in Empfang nahm, störte wenig. Gleichwohl gab es auch Stimmen, die kritisierten, dass eine ehemalige Prostituierte eine solche Auszeichnung entgegennehmen durfte.
In der nachfolgenden Zeit hielt Marthe Richard zahlreiche Vorträge über ihre Tätigkeit für den französischen Geheimdienst. Schließlich wurde ihr bisheriges Leben 1937 unter dem Titel Marthe Richard au service de la France von Raymond Bernard, unter anderen mit Erich von Stroheim als deutschem Offizier sowie Edwige Feuillère in der Titelrolle verfilmt. Richard veröffentlichte bis zum Ausbruch des Zweiten Weltkrieges noch zwei weitere Bücher über ihre Abenteuer.

## Das GesetzLoi Marthe Richard
Wenn auch vieles über Richards Rolle während der Besetzung Frankreichs durch die deutsche Wehrmacht und ihr Verhältnis zu Résistance, organisierter Kriminalität, Vichy-Regime und zu den Besatzungstruppen unklar war und ist, so galt sie doch nach Kriegsende als Heldin des Widerstandes, als „héroïne des deux guerres“. Dieser Ruf ermöglichte es ihr, 1945 auf der Liste der konservativen Mouvement républicain populaire (MRP) ein Mandat im Pariser Stadtrat zu erlangen. Aufsehen erregte sie alsbald mit ihrer Forderung, die organisierte Prostitution, und damit auch alle Bordelle, zu verbieten. Eine am 10. Dezember 1945 von ihr gehaltene Rede führte dazu, dass der Präfekt des Départementes Seine, zu dem Paris gehörte, kurze Zeit später eine Verordnung erließ, wonach binnen drei Monaten alle Bordelle geschlossen werden müssten.
Ermutigt von diesem Erfolg, startete Richard mit anderen eine Kampagne, mit dem Ziel, dies auch landesweit durchzusetzen. Auch hier war sie erfolgreich: Am 13. April 1946 erließ das französische Parlament mit der Mehrheit von MRP sowie der Kommunistischen Partei das Gesetz mit der Nummer 46-685, welches künftig mit dem Namen Richards verbunden sein sollte und aufgrund dessen alle rund 1400 französischen Bordelle, darunter etwa 180 in Paris, geschlossen werden mussten. Neben gesundheitspolitischen und moralischen Aspekten spielte bei der Entscheidung eine Rolle, dass Bordelle während der Besatzungszeit als Zentren der „horizontalen Kollaboration“ gegolten hatten. Das Gesetz erhielt auch Bestimmungen zu weiteren Bereichen der organisierten Prostitution: Öffentliche Kontaktanbahnung wurde untersagt, die Strafen für Zuhälterei verschärft, das auf die Zeit Napoleons zurückgehende nationale Prostituiertenregister geschlossen. Legal hingegen blieb die Prostitution an sich.
Nur wenige Jahre nach Inkrafttreten des Gesetzes sprach sich Richard für eine Wiedereröffnung der Bordelle aus. Hierfür bekam sie 1951 den inoffiziellen „Prix du Tabou“ verliehen. Anfang der 1970er Jahre bestätigte sie erneut, dass sie über das Thema nachgedacht habe und nun nicht mehr gegen die Wiedereröffnung von Bordellen sei, solange die darin tätigen Frauen nicht wie Sklavinnen gehalten würden. Bezüglich der Vorgänge, die seinerzeit zur Verabschiedung des Gesetzes geführt hatten, bezeichnete sie sich bereits 1951 als Werkzeug in den Händen anderer und nannte insbesondere den MRP-Politiker Léo Hamon sowie ihre Führerin zu Zeiten der Resistance, eine Madame Lefaucheux. Möglicherweise spielte auch eine Rolle, dass sie zur fraglichen Zeit mit einem Zuhälter liiert war und mit diesem private Probleme hatte, die sie durch dieses Gesetz zu lösen hoffte. Über das Gesetz selbst sagte sie, sie habe sich geirrt.
Seit Erlass des Gesetzes gab es wiederholt Vorstöße, Bordelle wieder zuzulassen, aber auch Überlegungen, die Bestimmungen zu verschärfen und z. B. Prostitution völlig zu verbieten.
Neuere Biografien gehen davon aus, dass Richard, aufgrund ihres Status als Heldin, sowohl von der MRP als auch von Abolitionistinnen instrumentalisiert wurde, um für deren Moralvorstellungen eine politische Mehrheit zu bekommen. Auch für die fulminante Rede, die den Erlass des Gesetzes initiierte und die so gar nicht zu ihrem sonstigen Auftreten passte, wird angenommen, dass sie aus fremder Feder stammt. Als Verfasser wird insbesondere der MRP-Politiker Pierre Corval vermutet. Das Gesetz selbst wie auch dessen Auswirkungen blieben in der Folgezeit umstritten. Richard selbst setzte sich in den folgenden Jahren dafür ein, dass die Pariser Prostituierten „als eine Art öffentlicher Fürsorgerinnen anerkannt“ werden sollten.

## Spätere Jahre
Richards politische Karriere währte nur kurz. Nachdem sich herausstellte, dass sie als britische Staatsbürgerin gar nicht in den Stadtrat hätte gewählt werden dürfen, schied sie bereits 1946 wieder aus diesem Gremium aus. In der Folgezeit äußerte sie sich in der Öffentlichkeit immer wieder, gelegentlich widersprüchlich und insbesondere zu Fragen der Sexualität, und veröffentlichte auch noch mehrere Bücher.
Richard starb am 9. Februar 1982. Ihre Grabstätte befindet sich im Columbarium des Pariser Cimetière du Père-Lachaise (Division 87, Urne 5630), direkt oberhalb der ihres zweiten Ehemannes, Thomas Crompton.

## Kontroverse
War die Rolle Richards als Heldin der Nation in der Zwischenkriegszeit weitgehend kritiklos akzeptiert worden, so änderte sich dies mit ihrem politischen Engagement 1946. Am 19. Dezember 1946 schrieb Pierre Bénard, Chefredakteur der Zeitung Le Canard enchaîné, es gebe keinen Strom, keine Kohlen, keinen Wein, keine Kartoffeln und viele Menschen hätten kein Dach über dem Kopf, gleichwohl beschäftige sich der Stadtrat zwei Sitzungen lang, auf Betreiben Richards, mit der Frage der Abschaffung der Bordelle.
Zunehmend wurde nun ihre Vergangenheit hinterfragt. Die Schwierigkeit dabei war, dass sich das Wissen um die tatsächlichen Gegebenheiten weitgehend auf die Schilderungen beschränkten, die Richard und Ladoux selbst gegeben hatten. Gerade diese Berichte aber waren nicht nur als Tatsachenbeschreibungen angelegt, sondern sollten der Überhöhung der eigenen Verdienste dienen. Der Film wich aus dramaturgischen Gründen ebenfalls deutlich von den tatsächlichen Gegebenheiten ab. Unabhängige Belege hingegen waren und sind bis heute Mangelware. Ladoux selbst war seit vielen Jahren nicht mehr am Leben. Violan äußerte sich 1947 dahingehend, dass Richard eine Hochstaplerin (une imposteuse) sei. Verschärfend kam hinzu, dass es durchaus im Interesse bestimmter Kreise war, Richard aus politischen Gründen zu diskreditieren. Ein Verfahren gegen Richard wegen Diebstahl von Schmuck und Hehlerei wurde 1955 ergebnislos eingestellt. In diesem Zusammenhang erstellte Inspektor Jacques Delarue von der Sûreté ein umfangreiches Dossier über Richard, welches zwar die im Verfahren gegen Richard erhobenen Vorwürfe entkräftete, ansonsten aber nur wenig zur Erhellung von Richards Vorgeschichte beitragen konnte.
Im Februar 1971 bezweifelte Charles Chenevier, ein ehemaliger stellvertretender Direktor der Kriminalpolizei, in einer Fernsehsendung öffentlich die Richtigkeit der Darstellungen aus der Zwischenkriegszeit. Nachdem sich Chenevier dann 1976 in seinem Buch La Grande Maison in einem Kapitel mit der Überschrift Die Spionin, die aus dem Warmen kam und nicht existiert hat (L’espionne qui venait du chaud et qui n’existait pas) mit Marthe Richard beschäftigt hatte, erwirkte diese gerichtlich die Beschlagnahmung des Buches. In weiteren Auflagen durften von den Nachnamen der Beteiligten nur der Anfangsbuchstabe genannt werden.
Richards tatsächliche Rolle konnte aus den genannten Gründen bis heute nicht abschließend geklärt werden. In der jüngeren Literatur werden ihre Leistungen äußerst skeptisch gesehen. Teilweise wurden dabei auch Hypothesen aufgestellt wie die, sie habe mit dem überraschenden Ableben ihres zweiten Ehemannes Thomas Crompton zu tun gehabt, ohne dass es hierfür belastbare Nachweise gibt.

## Werke
- Ma vie d’espionne, au service de la France. Les Éditions de France, Paris 1935.
- Espions de guerre et de paix. Les Éditions de France, Paris 1938.
- Mes dernières missions secrètes. Espagne 1936-1938. Les Éditions de France, Paris 1939.
- Faire face. S.L.I.M, Paris 1947.
- Appel des Sexes. Éditions du Scorpion, Paris 1951.
- Mon destin de femme. France loisirs, Paris 1974.

## Verfilmungen
- Marthe Richard au service de la France. Spielfilm von Raymond Bernard von 1937 mit Edwige Feuillère in der Titelrolle.[20]
- Marthe Richard. TV-Verfilmung von Thierry Binisti aus dem Jahre 2011 mit Clémentine Célarié in der Titelrolle.[31]